# آذروخش
آذَروَخش عنوان سومین موبد زردشتی از هشت موبد برگزارکننده آیین‌های نیایش در آتشکده و مسئول پرستاری از آتش مقدس در روزگار گذشته ایران بود.
آذروخش به هنگام انجام آیین‌ها در سمت راست و در برابر آتش می‌ایستاد و هنگام خواندن دعا در مراسم نیایش با زوت (سرآمد موبدان) همراهی می‌کرد. 